# Dido Havenaar
Dido Havenaar (Hazerswoude-Dorp, 26 settembre 1957) è un allenatore di calcio ed ex calciatore olandese naturalizzato giapponese, di ruolo portiere.